# Три комнаты меланхолии
Три комнаты меланхолии (фин. Melancholian 3 huonetta) — финский документальный фильм, автором сценария, режиссёром и сопродюсером которого была Пирьо Хонкасало. Премьера фильма состоялась 8 сентября 2004 года на Венецианском кинофестивале. Фильм посвящён влиянию Второй чеченской войны на судьбы детей в России и Чечне. Кинолента получила восторженную критику и многочисленные призы различных международных кинофестивалей.

## Содержание фильма
Фильм состоит из трёх частей (в фильме они названы комнатами). Повествование сопровождается закадровыми комментариями, но комментарии и диалоги редки, чтобы не мешать зрительскому восприятию.

### Комната один: страсть
Эта часть посвящена будням воспитанников Кронштадтского кадетского училища. Дети занимаются строевой подготовкой, стрельбой, изучают единоборства. А на каникулы едут к своим родным. Сергей, один из курсантов, подвергается дискриминации в училище, потому что сокурсники считают его чеченцем. Он едет проведать свою бабушку, которая живёт в доме для престарелых. Сергей жил в Грозном. Его родители погибли во время бомбёжки города.

### Комната два: дыхание
Грозный. Разрушенный город. Дети, играющие среди руин. Блок-посты. Бронетехника, двигающаяся по улицам города среди легковых автомобилей. Полуразрушенная квартира. Больная женщина, которая не может передвигаться и ухаживать за своими детьми, передаёт их на воспитание волонтёру Хадижат Гатаевой. Гатаева вывозит их в Ингушетию.

### Комната три: вспоминание
Ингушетия. Воспитанники Гатаевой смотрят телевизор, где рассказывают о теракте на Дубровке. Одному из воспитанников Адаму 12 лет. Его отец погиб в годы первой чеченской войны. Из-за постоянных бомбёжек его мать сошла с ума и попыталась выбросить его с девятого этажа. Аслану 11 лет. Его нашли морозной ночью в картонной коробке. Был изнасилован российскими солдатами. Хадижат считает Аслана русским, но он хочет быть чеченцем и мусульманином. Воспитанница Милана была изнасилована российскими солдатами, когда ей было 12.

## Критика
Стивен Холден, «The New York Times»:

Великолепно! Доказательство того, что когда режиссёр-кинематографист с видением поэта фотографирует материальный мир, обычные человеческие лица и пейзажи могут оставлять впечатления, превосходящие любые слова, которые могут их описать. Реквием как для живых, так и для мёртвых.
Оригинальный текст (англ.)Magnificent! Evidence that when a director-cinematographer with a poet's vision photographs the material world, ordinary human faces and landscapes can leave impressions that transcend any words that might describe them. A requiem for the living as well as for the dead.

Эндрю О’Хейр, Salon.com:

Красивый, трогательный, загадочный фильм. Потрясающий, почти духовный опыт, яркий, сложный художественный фильм из школы Тарковского, в котором рассказывается о настоящей войне и её последствиях для реальных детей. Это было также смелое кинематографическое предприятие; в то время как западные СМИ испытывали трудности с получением каких-либо независимых кадров из Чечни, этот финский арт-режиссёр взял там съёмочную группу и зафиксировал захватывающее дух опустошение. Поместите этот фильм в свой список обязательных к просмотру!
Оригинальный текст (англ.)A beautiful, moving, mysterious film. A prodigious, almost spiritual experience, a luminous, challenging art movie out of the Tarkovsky school that happens to be about a real war and its effects on real children. It was also a daring cinematic enterprise; while the Western media had trouble getting any independent footage from Chechnya, this Finnish art-film director took a film crew there and captured the breathtaking devastation. Put this on your must-see list!

## Фестивали и награды[5]
- Венецианский кинофестиваль (2004):
  - Приз за права человека;
  - Премия Лины Мангиакапре;
- Фестиваль документального кино в Амстердаме (2004): Приз фонда международной амнистии;
- Фестиваль Dox (Дания, 2004): главный приз;
- Североамериканская премьера: Sundance Film Festival, 2005 год;
- Фестиваль полнометражных документальных фильмов[англ.] (Северная Каролина, 2005 год): премия «Семена войны»;
- Чикагский международный фестиваль документальных фильмов[англ.] (Чикаго, 2005 года): Премия самому инновационному режиссёру;
- Загребский международный фестиваль документальных фильмов (2005): Гран-при;
- Кинофестиваль в Мар-дель-Плата (2005): Приз международной католической ассоциации;
- Фестиваль документальных фильмов в Салониках (2005): Приз Международной федерации кинопрессы;
- ДокАвив[англ.] (2005): Специальная премия за лучший фильм;
- Ереванский кинофестиваль 2005 года: Гран-при «Золотой абрикос» за лучший документальный фильм;
- Кинопремия Северного совета 2005 года.